# Anastatus mirabilis
Anastatus mirabilis is een vliesvleugelig insect uit de familie Eupelmidae. De wetenschappelijke naam is voor het eerst geldig gepubliceerd in 1869 door Walsh & Riley.